# Gwiazdozbiór Byka
Byk (łac. Taurus, dop. Tauri, symbol , skrót Tau) – duży i wyraźny, 17. co do wielkości, gwiazdozbiór zodiakalny nieba północnego, leżący w pobliżu równika niebieskiego. Linia ekliptyki przechodzi w tym gwiazdozbiorze między formacją Plejad, a „głową byka”. Liczba gwiazd dostrzegalnych nieuzbrojonym okiem wynosi około 125. W Polsce widoczny od jesieni do wiosny. W naszych czasach przez gwiazdozbiór Byka przebiega 36,7′ ekliptyki: 1/5 znaku Barana i cały znak Bliźniąt. Słońce wędruje na tle gwiazdozbioru Byka pomiędzy 14 maja a 21 czerwca. Od 1989 roku w konstelacji znajduje się punkt przesilenia letniego, który przesunął się z Bliźniąt wskutek precesji osi obrotu Ziemi. Z Bykiem związane są podstawowe obiekty nieba zimowego: gromady otwarte Plejady i Hiady oraz pozostałość po supernowej – Mgławicy Kraba.

## Pochodzenie nazwy gwiazdozbioru

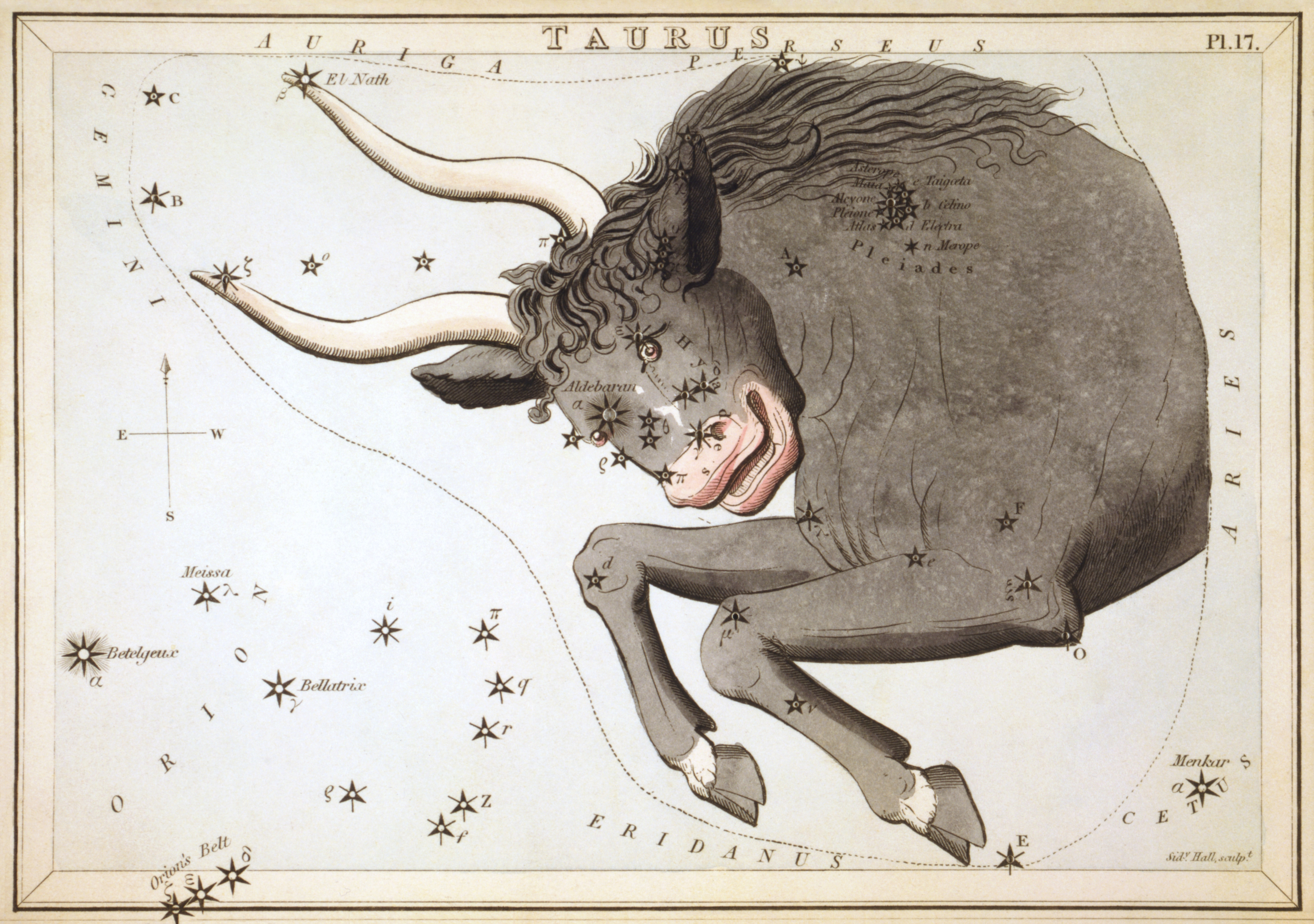
Ilustracja Sidneya Halla

Byk to kolejne przebranie Zeusa, boga uwodziciela, którego sposób na śmiertelne kobiety polegał na przeobrażeniu się w nieodparte obiekty pożądania.
Sumeryjczycy nazywali tę konstelację Świetlnym Bykiem, natomiast Egipcjanie czcili ją jako Ozyrysa-Apisa. Grecy łączyli gwiazdozbiór z uwiedzeniem przez Zeusa Europę, córkę fenickiego króla Agenora. Mit mówi o przystojnym, białym byku ze złotymi rogami, który zbliżył się do Europy, gdy ta przebywała na plaży. Oczarowana przez piękne stworzenie, usiadła mu na grzbiecie. Byk popłynął na Kretę, gdzie Zeus ujawnił, kim jest, i uwiódł Europę. Z tego związku narodził się między innymi Minos, późniejszy król Krety.
W obszarze Byka znajdują się jeszcze dwa obiekty, które powiązane są z mitami – Hiady i Plejady.  Plejady były córkami Atlasa, skazanego na podtrzymywanie sklepienia niebieskiego za opowiedzenie się po stronie tytanów w wojnie z bogami olimpijskimi. Plejady popełniły samobójstwo ze smutku, którego przyczyną był srogi wyrok Zeusa. Ten z litości umieścił całą siódemkę na niebie. Inny z mitów opisuje, jak córki Atlasa i nimfy morskiej okeanidy Plejone zostały napadnięte wraz z matką przez Oriona. Udało się im uciec, lecz Orion się nie poddawał i ścigał je przez siedem lat. Zeus, chcąc upamiętnić ten pościg umieścił Plejady na niebie, tuż przed Orionem. Hiady, które też były córkami Atlasa, to druga widzialna nieuzbrojonym okiem gromada, tworząca głowę byka. Kiedy zginął ich brat Hias, rozszarpany przez lwa lub dzika, nieustannie płakały. Zostały również umieszczone przez bogów na niebie, a Grecy wierzyli, że ich łzy są znakiem nadciągającego deszczu.
Jeszcze inny mit opowiada o miłości Zeusa do nimfy Io. Boski kochanek zmienił nimfę w jałówkę, chcąc ją ukryć przed swą zazdrosną małżonką Herą. Podejrzliwa bogini rozkazała schwytać Io i oddała pod straż stuokiego Argosa. Wysłany przez Zeusa Hermes zabił czujnego strażnika. Wówczas Hera zesłała na Io dokuczliwego gza, który dręczył ją i ścigał po całym świecie. W końcu Io dotarła do Egiptu. Tam odzyskała ludzką postać i została pierwszą królową tego kraju.
Na mapach nieba gwiazdozbiór przedstawia tylko połowę postaci byka – głowę wraz z tułowiem. Gwiazdozbiór ten na niebie sąsiaduje m.in. z konstelacją Oriona, tworząc wielką scenę polowania.

## Jak odnaleźć gwiazdozbiór
Odszukanie konstelacji nie powinno stanowić większego problemu. Jest położona po wewnętrznej stronie łuku utworzonego z gwiazdozbiorów Perseusza, Barana, Wieloryba oraz Erydanu. Należy najpierw odszukać najjaśniejszą gwiazdę konstelacji Aldebarana. Gwiazda ta znajduje się na tle skupiska przypominającego kształtem literę V (jest to gromada gwiazd – Hiady. Stanowi ona zarazem głowę Byka. Na północnym zachodzie można odnaleźć kolejne skupisko gwiazd – Plejady.

## Gwiazdy Byka
Gwiazdy Byka są w większości blade. Poza ułożonymi w kształt litery V Hiadami, które tworzą wyraźny pysk, i dwoma rogami – betą i zetą – reszta wygląda jak byk atakujący Oriona.
- Najjaśniejszą gwiazdą w konstelacji Byka jest Aldebaran (Alfa Tauri) – czerwony olbrzym 40 razy większy od Słońca i jednocześnie jedna z najjaśniejszych gwiazd na niebie (13. pod względem jasności na ziemskim niebie), gwiazda podwójna.
- Elnath (Beta Tauri) jest niebieskobiałym olbrzymem położonym w odległości 131 lat świetlnych[2].
- Alkione (Eta Tauri) 2,8m, gwiazda wielokrotna[5]
- Tianguan (Zeta Tauri) to niebieski olbrzym wykazujący niewielką zmienność. Jego jasność obserwowana zmienia się nieregularnie[2].
- Theta Tauri – gwiazda optycznie podwójna, której składniki to olbrzym θ² (Chamukuy) o typie widmowym A7 oraz olbrzym θ¹ o typie widmowym K0. Oba składniki są widoczne za pomocą lornetki. Theta2 (θ2) jest najjaśniejszym składnikiem Hiad.
- Lambda Tauri – układ potrójny gwiazd, w skład którego wchodzi układ podwójny typu Algol o okresie 3,95 dnia. Trzeci składnik okrąża pozostałe gwiazdy w czasie 33 dni. Jest to doskonały obiekt do obserwacji nieuzbrojonym okiem lub za pomocą lornetki[4].
- Ain (Epsilon Tauri) 3,41m
- Omikron Tauri 3,53m, gwiazda podwójna
- Atlas (27 Tauri) 3,62m
- Prima Haydum (Gamma Tauri) 3,65m
- Celaeno (16 Tauri)[6]
- Elektra (17 Tauri) 3,72m[7]
- Taygeta (19 Tauri)[8]
- Ksi Tauri 3,73m
- Secunda Haydum (Delta1 Tauri) 3,77m
- Maja (20 Tauri)[9] 3,87m
- Asterope (21 Tauri)[10]
- Merope (23 Tauri)[11]
- Ni Tauri 3,91m
- R Tauri – gwiazda zmienna, miryda
- RV Tauri – prototyp dla gwiazd zmiennych pulsujących (nadolbrzymów typów widmowych G i K)
- Plejone (28 Tauri, BU Tauri) – zmienna nieregularna
- HU Tauris – gwiazda zmienna zaćmieniowa (typu β Per)
- T Tauri – gwiazda dziesiątej wielkości, odległa o 576 lat świetlnych. Jest prototypem grupy gwiazd zmiennych nieregularnych będących wciąż w stanie narodzin[2].
- TU Tauri – gwiazda zmienna półregularna (typu R CrB)
- Kappa Tauri – widoczna nieuzbrojonym okiem para białych gwiazd, odległych odpowiednio o 153 i 144 lata świetlne od Słońca[2].
- Tau Tauri – podwójna
- Fi Tauri – optyczny układ podwójny w odległości 342 lat świetlnych do rozdzielenia w małym teleskopie na pomarańczowego olbrzyma i białą gwiazdę[2].
- Chi Tauri – leżąca w odległości 268 lat świetlnych gwiazda podwójna. W małym teleskopie można rozróżnić składnik niebieski i złoty.
- 60 Tauri – podwójna

## Interesujące obiekty
- Aldebarana otacza najbliższa oficjalnie rozróżniana gromada otwarta – Hiady, której najjaśniejsze gwiazdy, wraz z Aldebaranem, tworzą „głowę Byka”. Hiady są oddalone od nas o około 150 lat świetlnych. Do gromady tej nie zalicza się samego Aldebarana, bo mimo że na niebie widoczny jest na tle gromady, to jednak znajduje się dużo bliżej[4]. Najjaśniejszą gwiazdą gromady jest Theta Tauri.
- Nieopodal Hiad znajduje się druga, zapewne najbardziej znana gromada otwarta, a zarazem jeden z najłatwiej zauważalnych obiektów na niebie – Plejady (M45), których układ przypomina trochę kształt Małego Wozu. Plejady są oddalone od Słońca o około 440 lat świetlnych. Badania przeprowadzone w 1993 roku wskazują, że wiek gromady to około 100 milionów lat. Na długo eksponowanych zdjęciach tej gromady widać obraz otaczającej je mgławicy. Przyjmuje się, że nieuzbrojonym okiem można zobaczyć od sześciu do czternastu gwiazd[4]. W polskiej tradycji Plejady określane są czasem jako Siedem Sióstr lub Siedem Kurcząt. W Japonii znane pod nazwą Subaru[3].
- W Byku znajduje się też bardzo interesująca Mgławica Kraba (M1, NGC 1952), położona przy końcu rogów. Jest to pozostałość po wybuchu supernowej (obserwowanym 5 lipca 1054 roku). Wewnątrz mgławicy znajduje się rotująca gwiazda neutronowa, będąca pozostałością pierwotnej gwiazdy. Mgławicę łatwo odnaleźć, znajduje się na północny wschód od Zety Tauri, stanowiącej południowy róg Byka[4]. Przy pomocy dobrej lornetki ujrzymy ten obiekt w postaci drobnej plamki. W gwiazdozbiorze znajdują się również NGC 1554 i 1555.

Inne gromady gwiazd w Byku:
- NGC 1647 – gromada otwarta
- NGC 1746 – gromada otwarta
- NGC 1807 – gromada otwarta
- NGC 1817 – gromada otwarta

## Roje meteorów
Północne i południowe Taurydy, roje meteorów związane z materią pozostawioną przez kometę okresową Enckego. Oba roje są aktywne w tym samym czasie – od 25 września do 25 listopada. Różnią się datą przypadającą na maksimum aktywności (odpowiednio 12 listopada i 10 października) oraz miejscem pojawienia się (odpowiednio  na południe od Plejad i na zachód od Lambda Tauri (λ Tau). Mimo niewielkiej  liczby meteorów na godzinę (około pięciu), stanowią ciekawe obiekty ze względu na swoją jasność.

## Planety pozasłoneczne
- Gwiazda olbrzym – Epsilon Tauri (ε Tau), oddalona o 146,77 lat świetlnych o typie widmowym K0 i masie 2,7masy Słońca oraz promieniu 13,7 promienia Słońca. W 2007 roku odkryto wokół tej gwiazdy planetę (ε Tau b) o masie 7,6 masy Jowisza, obiegającą macierzystą gwiazdę po eliptycznej orbicie z okresem 594, dnia.
- GJ 176, karzeł o typie widmowym M2,5. Oddalony od Słońca 0 30,72 lat świetlnych. Jego masa to 0,49 masy Słońca, a promień to tylko 0,53 promienia Słońca. W 2007 roku odkryto krążącą planetę z okresem 8,78 dnia. Jej masa wynosi 0,0265 masy Jowisza. W 2009 roku wykryto kolejny obiekt uznawany za planetę o masie 0,044 masy Jowisza, obiegającą gwiazdę z okresem 40 dni[4].